# Арустукська війна
Арустукська війна (англ. Aroostook War) — безкровне протистояння у 1838-1839 рр. між США і Британською імперією, викликане суперечками навколо кордону між США і Канадою. У американській і британській історіографії названа війною через велику концентрацію військ на кордоні між США і володіннями Великої Британії у Канаді. Збройний конфлікт між військовими угрупуваннями обох країн на кордоні вдалося уникнути завдяки вчасному втручанню урядів США і Великої Британії та дипломатичних зусиль третіх держав, зокрема короля Нідерландів. За результатами договору Вебстера — Ешбертона був делімітований кордон між США і Канадою.